# União Conservadora Americana

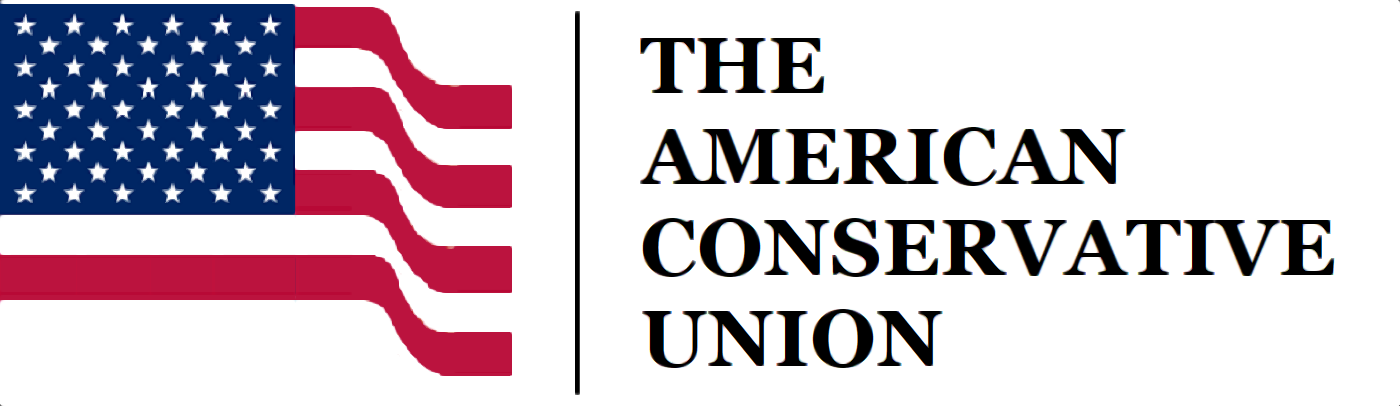

A União Conservadora Americana (American Conservative Union), também conhecida como ACU, é uma organização política norte-americana que advoga pelas políticas conservadoras, sendo a mais antiga organização que faz lobby pró-conservadores no país. Fundada em dezembro de 1964 pelo autor e comentarista William F. Buckley Jr., a ACU foi estabelecida após a derrota de Barry Goldwater na eleição presidencial de 1964.